# Nuci
Nuci község és falu Ilfov megyében, Munténiában, Romániában. A hozzá tartozó települések: Balta Neagră, Merii Petchii, Micșuneștii Mari valamint Micșuneștii-Moară.

## Fekvése
A megye északkeleti részén található, a megyeszékhelytől, Bukaresttől, negyvennyolc kilométerre északra, a Ialomița folyó partján. Az egyetlen község Ilfov megyében a Ialomița folyó bal partján.

## Története
A 19. század végén a község Merii Petchii-Netezești néven Ilfov megye Mostiștea járásához tartozott és Merii Petchii, Nuci, Netezești valamint Sudiți falvakból állt, összesen 1920 lakossal és 420 házzal. A községben már ekkor működött négy templom, egyikük iskolával. Ezen időszakban a mai község területén még egy község létezett, Micșunești-Greci, amely Balamuci, Balta Neagră, Fundu Danciului, Grecii de Mijloc, Grecii de Jos, Micșuneștii Mari (községközpont) valamint Micșunești-Moara falvakból tevődött össze, összesen 1879 lakossal és 482 házzal. Ebben a községben volt két iskola, öt templom és egy vízimalom.
Az 1925-ös évkönyv szerint Micșunești-Greci községet már megszüntették, Micșunești-Moară falut Merii Petchii községhez csatolták, melynek a községközpontja ekkor már Nuci volt. Merii Petchii községnek ekkor 3424 lakosa volt és Ilfov megye Fierbinți járásához tartozott. A korábban Micșunești-Greci község részét képező Fundu Danciului és Micșuneștii Mari falvakat Fierbinți községhez csatolták. Grecii de Mijloc, Grecii de Jos és Balamuci falvakat pedig Greci község irányítása alá helyezték.
1950-ben Merii Petchii község a Căciulați rajon része lett. 1960-ban pedig a Bukaresti régió Urziceni rajonjához került.1968-ban a község felvette a Nuci nevet, a községközpont neve után. Ugyancsak ekkor Sudiți elveszítette önálló települési rangját és egyesítették Merii Petchii településével, hasonlóképpen Netezești-hez, mely Nuci településének a része lett.
1981-ben Ialomița megye része lett, majd néhány hónap múlva az Ilfovi Mezőgazdasági Szektorhoz csatolták, egészen 1998-ig, amikor ismét létrehozták Ilfov megyét.

## Lakossága
| Nemzetiségek | 2002 | 2002   |
| ------------ | ---- | ------ |
| Románok      | 3110 | 99,01% |
| Romák        | 30   | 0,95%  |
| Ukránok      | 1    | 0,03%  |
| Összesen     | 3141 | 100,0% |

## Látnivalók
- Balamuci kolostor - a 17. és 19. század között épült. Hozzá tartozik a „Sfântul Nicolae” templom.
- „Sfinții Alexandru și Nicolae” templom - 1912-ben épült.